# Fosterlandsbron
Fosterlandsbron (kroatiska: Domovinski most) är en bro i Zagreb i Kroatien. Bron går över Sava i stadsdelen Peščenica-Žitnjak och förbinder Zagrebs centrala delar med Franjo Tuđmans flygplats och Velika Gorica. Bron är med en längd av 840 meter huvudstadens längsta bro.

## Historik och trafik
Fosterlandsbron invigdes efter flera förseningar den 5 maj 2007. Kostnaden för uppförandet av bron uppgick till 40 miljoner euro. Bron har fyra körfält, två i vardera riktning, två tågspår för spårvagnstrafik, gång- och cykelbanor.

### Fotnoter
1. 1 2 3  Tempus-projekt.hr Arkiverad 28 juli 2014 hämtat från the Wayback Machine. (kroatiska)
2. ↑  Raković, Vidoje. ”Gradnja Domovinskog mosta u Zagrebu.” (på kroatiska) ( PDF). Građevinar, nr 55 (2003). Kroatiska civilingenjörerna förbund. Arkiverad från originalet den 13 augusti 2017. https://web.archive.org/web/20170813104901/http://casopis-gradjevinar.hr/assets/Uploads/JCE-55-2003-09-05.pdf. Läst 22 juli 2014.
3. 1 2 3 4 5  Dnevnik.hr (kroatiska)